# 周佳納
周佳納（英文：China Chow，1974年4月15日—），美國好莱坞演员、模特。在西方有“中国千金”之称。

## 身世
持英国、美国双国籍。1974年4月，出生于英国伦敦。祖籍浙江慈溪，出自周信芳家族，是京剧大师周信芳的长孙女。父亲华人餐饮钜子周英华（Michael Chow），母亲名模周天娜（Tina Chow）。因周英华系周信芳二妻裘丽琳所出，裘丽琳具有中国、苏格兰血统，周英华具英国国籍；而生母周天娜父亲是德国裔美国人，母亲日本人；故周佳納有中国、英国、德国、日本四国血统，并具有英美双国籍。
有比她小三岁的弟弟馬克斯·周（Max）。著名演员周采芹是她的姑姑。

## 经历
早年在南加州的斯克利普斯学院学习心理学，是她家族中第一位大学毕业的成员。之后追随其母的步伐，在一系列模特公司作模特。曾为资生堂，Tommy Hilfiger，Calvin Klein担任模特。
1996年12月，成为时尚时尚杂志封面人物。
曾爆出是著名影星基努·里维斯的女友。

## 代表电影
- 1998年《好胆别走》